# Toma (Papua-Neuguinea)
Toma ist ein Ort auf der Gazelle-Halbinsel auf Neubritannien (deutsch vormals Neupommern) im Bismarck-Archipel, der heute zu Papua-Neuguinea zählt. Er befindet sich 13 Straßenkilometer landeinwärts von Kokopo (ehemals Herbertshöhe). Westlich befindet sich der Varzinberg.

## Geschichte
Am 1. Januar 1910 eröffnete das Gouvernement von Deutsch-Neuguinea ein Erholungsheim mit vier Zimmern für sechs Personen. Der Ort verfügte zudem über eine Polizeistation, eine Funkstation und einen Bismarckturm. Am 6. August 1914 wurde der Gouverneurssitz Deutsch-Neuguineas von Rabaul nach Toma verlegt. Nach dem verlorenen Gefecht bei Bita Paka am 11. September 1914 zogen sich die letzten deutschen Verteidiger unter Eduard Haber nach Toma zurück und kapitulierten am 17. September 1914.